# Meg Howrey
Meg Howrey ist eine US-amerikanische Schriftstellerin. Zusammen mit Christina Lynch schreibt sie auch unter dem Pseudonym Magnus Flyte.

## Leben
Meg Howrey machte eine Tanzausbildung und arbeitete unter anderem beim  Joffrey Ballet in Chicago und beim City Ballet of Los Angeles. Ihr Schauspieldebüt hatte sie in James Lapines Twelve Dreams im Lincoln Center in New York. Sie trat 2001 Off-Broadway als Nebendarstellerin im Musical Contact auf und erhielt für die Rolle eine Auszeichnung.
Howrey veröffentlichte 2011 ihren ersten Roman. Die beiden Romane des Autorenpseudonyms Magnus Flyte landeten auf der The New York Times Best Seller list. Sie lebt in Los Angeles.

## Werke
- Blind Sight. New York: Vintage Books, 2011
- The Cranes Dance. New York: Vintage Books, 2012
  - Traumtänzer : Roman. Übersetzung Henriette Zeltner. München: Droemer, 2013 ISBN 978-3-426-22634-6
- The Wanderers. New York: Penguin, 2017

Magnus Flyte
- City of Dark Magic : a novel. New York: Penguin, 2012
- City of Lost Dreams. New York: Penguin, 2013